# Yoshihisa Kitatsuji
Pour les articles homonymes, voir Yoshihisa.
Yoshihisa Kitatsuji (北辻 良央, Kitatsuji Yoshihisa) est un peintre, dessinateur, sculpteur à tendance abstraite, conceptuel japonais du XXe siècle, né en 1948 à Osaka.

## Biographie
Élève de l'Université des beaux-arts Tama à Tokyo, de 1968 à 1972. Il voyage en France, Allemagne, Pays-Bas, Italie en 1973, mais il vit à Osaka et il participe à des expositions collectives:
en 1969: Metropolitan Art Gallery de Tokyo.
en 1970 et 1976: National Museum of Modern Art de Tokyo.
en 1972: Biennale de Tokyo.
en 1973: VIIIe Biennale de Paris.
en 1974: Kunsthalle de Düsseldorf et Louisiana Museum de Humlebæk.
en 1982: Kunsthalle de Nuremberg.
Il présente ses œuvres dans de nombreuses expositions personnelles à Osaka, Tokyo et Kyoto.

## Un style moderne
Son travail est avant tout une réflexion sur la peinture elle-même, sur son effacement et la déperdition de l'image, mais aussi sur le regard de l'artiste qui fait la qualité de l'image. Il fait intervenir la photocopie, pour obtenir des répétitions modifiées d'un dessin original.